# Вегр
Вегр (фр. Vègre) је река у Француској. Дуга је 83 km. Улива се у Сарт. 